# Pegomya sinosetaria
Pegomya sinosetaria är en tvåvingeart som beskrevs av Fan och Zheng 1993. Pegomya sinosetaria ingår i släktet Pegomya och familjen blomsterflugor.
Artens utbredningsområde är Yunnan (Kina). Inga underarter finns listade i Catalogue of Life.